# Liste von Burgen, Schlössern und Festungen in Schleswig-Holstein
Die Liste von Burgen, Schlössern und Festungen in Schleswig-Holstein umfasst neben Burgen, Schlössern, Herrenhäusern und Gütern auch einige weitere Bauobjekte, wie zum Beispiel Klöster auf dem Gebiet des heutigen deutschen Bundeslandes Schleswig-Holstein. Obwohl einige der Herrenhäuser auf den Rittergütern (in Schleswig-Holstein Adlige Güter genannt) der Schleswig-Holsteinischen Ritterschaft auch als Schloss bezeichnet werden, was traditionell eher für die landesherrlichen Sitze gebräuchlich war, sind alle in demselben Abschnitt aufgelistet.
Für Kirchengebäude siehe: Kategorie:Kirchengebäude in Schleswig-Holstein.
Einige sind auch heute im guten Zustand und bewohnt oder genutzt, von anderen sind nur noch Ruinen, Steinrelikte oder weniger erhalten. Die meisten von ihnen werden in den Ortsartikeln behandelt.

## Kreis Dithmarschen
| Name                                                                      | Ort / Lage                                    | Typ       | Bemerkungen | Bild |
| ------------------------------------------------------------------------- | --------------------------------------------- | --------- | --- | ---- |
| Stellerburg                                                               | Stelle-Wittenwurth 54° 14′ 13″ N, 9° 3′ 28″ O | Burgstall | Bei Stelle, in der Nähe von Weddingstedt in Norddithmarschen Stammsitz derer von Dittmers, erbaut wohl von Thietmar um 780 als Zoll und Aussenposten vor Dänemark. |      |
| Bökelnburg                                                                | Burg 53° 59′ 53″ N, 9° 15′ 56″ O              | Burgstall | |      |
| Adliges Gut Friedrichshof                                                 | Dingen 53° 58′ 9″ N, 9° 9′ 13″ O              | Gut       | |      |
| Burg Tielenau                                                             | Pahlen 54° 16′ 25″ N, 9° 20′ 28″ O            | Burgstall | An der Nordwestecke Tielenhemmes, etwa 500 m vor der Mündung der Tielenau in die Eider, stand eine erste Tielenburg, die um 1245 als Wurt oder Motte mit einem Wassergraben errichtet wurde und nach den archäologischen Ausgrabungen um 1300 wieder aufgegeben wurde. Ob ehemalige Befestigungen des nahen Hofes Tieleburg damit in Zusammenhang stehen, ist noch nicht bekannt. |      |
| Tielenburg (Thylenborg, Tylenborch, Tilenborg bzw. das slot to der Tylen) | Tielenhemme 54° 16′ 46″ N, 9° 20′ 29″ O       | Burgstall | An der Nordwestecke Tielenhemmes an der rechten Mündungsseite der Tielenau in die Eider stand die spätere Tielenburg, eine Burg der Herzöge des Herzogtums Schleswig, die gegen die Freien Bauern von Dithmarschen gerichtet war. Vermutlich im 13. Jahrhundert, spätestens um 1300 errichtet und 1323 als holsteinischer Vogteisitz urkundlich. Hier befand sich auch bis 1500 der Verwaltungssitz der Landschaft Stapelholm. Nach dem Sieg in der Schlacht bei Hemmingstedt vom 17. Februar 1500 fiel diese Burg und die drei Inseln den Dithmarschern zu und wurde geschleift. |      |

## Flensburg
| Name                                                                          | Ort / Lage                            | Typ                 | Bemerkungen | Bild |
| ----------------------------------------------------------------------------- | ------------------------------------- | ------------------- | --- | ---- |
| Eddeboe                                                                       | Flensburg 54° 47′ 7″ N, 9° 23′ 18″ O  | Burgstall           | Die abgegangene Burg befindet sich in der Marienhölzung. |      |
| Burgen Flensburgs, welche Bestandteile der Flensburger Stadtbefestigung waren | Flensburg                             | Burgstall           | Vgl. auch: Dammhofareal, Burghof (Flensburg) sowie Flensburger Wappen |      |
| Duburg                                                                        | Flensburg 54° 47′ 35″ N, 9° 25′ 31″ O | Burgstall           | Die Duburg ersetzte den Vorgängerbau Hof Flenstoft. Die größte, abgetragene Höhenburg Flensburgs, diente auch der Stadtbefestigung. Das bekannte Schloss Glücksburg entstand erst nach dem Niedergang der Duburg, abseits der Stadt in Glücksburg (Ostsee). |      |
| Marineschule Mürwik                                                           | Mürwik 54° 48′ 54″ N, 9° 27′ 34″ O    | nachempfundene Burg | auch Rote Burg oder Rotes Schloss genannt, entstand zusammen mit dem Marinelazarett im Jahr 1910 nach dem Vorbild der Marienburg |      |
| Franziskanerkloster Flensburg                                                 | Flensburg 54° 46′ 56″ N, 9° 26′ 10″ O | Kloster             | |      |

## Kiel
| Name                  | Ort / Lage                                                          | Typ     | Bemerkungen | Bild |
| --------------------- | ------------------------------------------------------------------- | ------- | --- | ---- |
| Festung Friedrichsort | Stadtteil Friedrichsort der Stadt Kiel 54° 23′ 29″ N, 10° 11′ 10″ O | Festung | einzige Seefestung Deutschlands: Vorgänger: Festung Christianspries (1632–1648); ab 1663 erbaut, wurde nach dem Ersten Weltkrieg geschleift |      |
| Adliges Gut Seekamp   | Kiel-Schilksee 54° 24′ 35″ N, 10° 9′ 43″ O                          | Gut     | |      |
| Kieler Schloss        | Kiel 54° 19′ 27″ N, 10° 8′ 36″ O                                    | Schloss | In den 1960er Jahren modern und in vereinfachter Weise zum Großteil neu errichtet.                                                          |      |
| Kieler Kloster        | Kiel 54° 19′ 27″ N, 10° 8′ 21″ O                                    | Kloster | |      |

## Kreis Herzogtum Lauenburg
| Name                                   | Ort / Lage                                      | Typ                           | Bemerkungen | Bild |
| -------------------------------------- | ----------------------------------------------- | ----------------------------- | ----------- | ---- |
| Burg Boko                              | Groß Zecher 53° 35′ 53″ N, 10° 54′ 32″ O        | Burgstall einer Turmhügelburg |             |      |
| Burg Linau                             | Linau 53° 38′ 46″ N, 10° 28′ 4″ O               | Burg                          |             |      |
| Ertheneburg                            | Schnakenbek 53° 22′ 43″ N, 10° 29′ 47″ O        | Burg                          |             |      |
| Müggenburg (Ratzeburg)                 | Ratzeburg 53° 40′ 32″ N, 10° 48′ 45″ O          | Burgstall einer Turmhügelburg |             |      |
| Gut Basthorst                          | Basthorst 53° 34′ 52″ N, 10° 28′ 12″ O          | Gut                           |             |      |
| Gut Groß Zecher                        | Groß Zecher 53° 36′ 18″ N, 10° 54′ 23″ O        | Gut                           |             |      |
| Gut Gudow                              | Gudow 53° 33′ 15″ N, 10° 46′ 19″ O              | Gut                           |             |      |
| Gut Gülzow                             | Gülzow (Lauenburg) 53° 26′ 38″ N, 10° 29′ 31″ O | Gut                           |             |      |
| Adliges Gut Wotersen                   | Roseburg 53° 32′ 31″ N, 10° 36′ 5″ O            | Gut                           |             |      |
| Gut Steinhorst                         | Steinhorst 53° 43′ 15″ N, 10° 29′ 13″ O         | Gut                           |             |      |
| Gut Kastorf                            | Kastorf 53° 45′ 1″ N, 10° 34′ 15″ O             | Gut                           |             |      |
| Gut Kogel                              | Sterley 53° 38′ 15″ N, 10° 48′ 52″ O            | Gut                           |             |      |
| Slawischer Ringwall                    | Kittlitz 53° 39′ 43″ N, 10° 56′ 23″ O           | Ruine einer slawischen Burg   |             |      |
| Herrenhaus der Herzöge von Mecklenburg | Ratzeburg 53° 42′ 9″ N, 10° 46′ 32″ O           | Herrenhaus                    |             |      |
| Schloss Seedorf                        | Seedorf 53° 37′ 26″ N, 10° 52′ 17″ O            | Schloss, Gut                  |             |      |
| Gut Tüschenbek                         | Groß Sarau 53° 47′ 14″ N, 10° 45′ 1″ O          | Gut                           |             |      |
| Lauenburger Schloss                    | Lauenburg 53° 22′ 18″ N, 10° 33′ 21″ O          | Schloss                       |             |      |
| Schloss Franzhagen                     | Schulendorf 53° 28′ 19″ N, 10° 34′ 11″ O        | Schloss                       |             |      |
| Ratzeburger Schloss                    | Ratzeburg 53° 41′ 59″ N, 10° 45′ 56″ O          | Schloss                       |             |      |
| Kloster Marienwohlde                   | Mölln 53° 38′ 57″ N, 10° 41′ 44″ O              | Kloster, Gut                  |             |      |

## Lübeck
| Name | Ort / Lage                          | Typ               | Bemerkungen                                                                                              | Bild |
| --- | ----------------------------------- | ----------------- | --- | ---- |
| Bucu | Lübeck 53° 52′ 25″ N, 10° 41′ 21″ O | Burg              | Die Burg Bucu ist eine ehemalige slawische Burg.                                                         |      |
| Lübecker Burg | Lübeck 53° 52′ 25″ N, 10° 41′ 18″ O | Burg              | später umgebaut zum Burgkloster                                                                          |      |
| Liubice | Lübeck 53° 54′ 28″ N, 10° 42′ 52″ O | Burg              | |      |
| Stülper Huk | Lübeck 53° 55′ 8″ N, 10° 51′ 56″ O  | Burg              | |      |
| Pöppendorfer Ringwall | Lübeck 53° 55′ 52″ N, 10° 48′ 45″ O | Burg (Fluchtburg) | |      |
| Burg Krummesse | Lübeck 53° 46′ 49″ N, 10° 38′ 6″ O  | Burg              | |      |
| Lübecker Stadtbefestigung                                                                                                   | Lübeck                              | Burg              | mit dem Holstentor, dem Mühlentor dem Burgtor sowie der Lübecker Landwehr (weitenteils als Wassergraben) |      |
| Gut Brandenbaum |                                     | Gut               | |      |
| Gut Dänischburg |                                     | Gut               | |      |
| Gut Dummersdorf | Dummersdorf                         | Gut               | |      |
| Gut Falkenhusen |                                     | Gut               | |      |
| Gut Groß Steinrade |                                     | Gut               | |      |
| Gut Israelsdorf |                                     | Gut               | |      |
| Gut Karlshof |                                     | Gut               | |      |
| Gut Klein Steinrade | Lübeck                              | Gut               | |      |
| Gut Krempelsdorf |                                     | Gut               | |      |
| Gut Krummesse |                                     | Gut               | |      |
| Gut Lauerhof |                                     | Gut               | |      |
| Gut Mönkhof |                                     | Gut               | |      |
| Gut Moisling |                                     | Gut               | |      |
| Gut Mori |                                     | Gut               | |      |
| Gut Niemark |                                     | Gut               | |      |
| Gut Niendorf |                                     | Gut               | |      |
| Gut Padelügge | Lübeck                              | Gut               | |      |
| Gut Roggenhorst |                                     | Gut               | |      |
| Gut Schönböken |                                     | Gut               | |      |
| Gut Strecknitz |                                     | Gut               | |      |
| Gut Wesloe |                                     | Gut               | |      |
| Schloss Rantzau | Rantzau 54° 14′ 8″ N, 10° 30′ 46″ O | Schloss           | |      |
| Katharinenkloster Lübeck, bestehend heute aus Katharinenkirche (Lübeck), Katharineum zu Lübeck und Stadtbibliothek (Lübeck) | Lübeck                              | Kloster           | |      |
| St.-Johannis-Kloster, heute Johanneum zu Lübeck                                                                             | Lübeck                              | Kloster           | |      |
| Burgkloster (Lübeck) | Lübeck                              | Kloster           | |      |
| St.-Annen-Kloster | Lübeck 53° 51′ 45″ N, 10° 41′ 23″ O | Kloster           | |      |

## Neumünster
| Name               | Ort / Lage                                    | Typ  | Bemerkungen                 | Bild |
| ------------------ | --------------------------------------------- | ---- | --------------------------- | ---- |
| Wittorfer Burg     | Neumünster-Wittorf 54° 3′ 10″ N, 9° 56′ 41″ O | Burg |                             |      |
| Margarethenschanze | Neumünster-Einfeld 54° 8′ 14″ N, 9° 59′ 19″ O | Burg | auch Einfelder Burg genannt |      |

## Kreis Nordfriesland
| Name                     | Ort / Lage                                       | Typ     | Bemerkungen | Bild |
| ------------------------ | ------------------------------------------------ | ------- | --- | ---- |
| Archsum-Burg             | Archsum                                          | Burg    | Lage nicht mehr bestimmbar |      |
| Lembecksburg             | bei Borgsum auf Föhr 54° 42′ 35″ N, 8° 27′ 24″ O | Burg    | Der landschaftsbeherrschende Ringwall liegt auf einem natürlichen Geestkern. Den 95 m messenden Burginnenraum schützt ein etwa 10 m hoher Wall, der im Süden durch ein Tor unterbrochen ist. Im östlichen Vorgelände befindet sich ein niedriger Vorwall und ein flacher Graben.                                                                                       |      |
| Tinnumburg               | Sylt-Ost 54° 53′ 49″ N, 8° 19′ 9″ O              | Burg    | |      |
| Rantum-Burg              | Sylt (vermutete Lage)                            | Burg    | |      |
| Gut Fresenhagen          | Fresenhagen 54° 45′ 38″ N, 9° 1′ 44″ O           | Gut     | Fresenhagen wurde das erste Mal im Jahr 1544 erwähnt. Das Herrenhaus ist ein eingeschossiger Bau mit einem Krüppelwalmdach und einem zweigeschossigen Risalit in der Mitte der Fassade. Seitlich des Risalit befinden sich jeweils Zwerchhäuser mit geschweiften Giebel. Die seitlichen Maueranker zeigen das Jahr 1788, das wahrscheinliche Baujahr des Herrenhauses. |      |
| Gut Gaarde               | Sprakebüll                                       | Gut     | |      |
| Gut Hogelund             | Sprakebüll                                       | Gut     | |      |
| Herrenhaus Hoyerswort    | Oldenswort                                       | Gut     | |      |
| Adliges Gut Immenstedt   | Immenstedt (Nordfriesland)                       | Gut     | |      |
| Adliges Gut Karrhardehof | Klixbüll                                         | Gut     | |      |
| Adliges Gut Klixbüllhof  | Klixbüll                                         | Gut     | |      |
| Adliges Gut Lütjenhorn   | Achtrup                                          | Gut     | |      |
| Adliges Gut Mirebüll     | Högel 54° 39′ 15″ N, 9° 1′ 46″ O                 | Gut     | Von den historischen Gebäuden des Gutes ist nichts erhalten geblieben. |      |
| Adliges Gut Seegaarden   | Pellworm 54° 31′ 1″ N, 8° 40′ 13″ O              | Gut     | |      |
| Schloss vor Husum        | Husum 54° 28′ 47″ N, 9° 2′ 59″ O                 | Schloss | Nebenresidenz des herzoglichen Hauses Schleswig-Holstein-Gottorf und im 18. und 19. Jahrhundert als gelegentliche Residenz des dänischen Königshauses. |      |

## Kreis Ostholstein
| Name                           | Ort / Lage                                           | Typ     | Bemerkungen | Bild |
| ------------------------------ | ---------------------------------------------------- | ------- | --- | ---- |
| Burg Glambek                   | Burg auf Fehmarn 54° 24′ 44″ N, 11° 12′ 30″ O        | Burg    | Die Burg Glambeck ist eine Ruine einer Niederungsburg. Sie befindet sich im Süden von Fehmarn. Errichtet wurde die Burg im Jahre 1210. Zerstört wurde die Burg im Jahre 1628 während des Dreißigjährigen Krieges. |      |
| Turmhügelburg Wittenwiewerbarg | Dahme                                                | Burg    | Die Burg wurde im 13. und 14. Jahrhundert errichtet. |      |
| Gut Kaltenberg                 | Bad Schwartau 53° 55′ 5″ N, 10° 43′ 24″ O            | Burg    | Der befestigte Wirtschaftshof wurde 1280 gegründet. |      |
| Süseler Schanze                | Süsel 54° 4′ 38″ N, 10° 43′ 52″ O                    | Burg    | |      |
| Blocksberg                     | Ratekau 53° 59′ 12″ N, 10° 41′ 24″ O                 | Burg    | |      |
| Katzburg                       | Bosau                                                | Burg    | |      |
| Gut Augustenhof                | Heringsdorf (Ostholstein)                            | Gut     | |      |
| Gut Benzerhof                  | Benz, Gemeinde Malente                               | Gut     | |      |
| Gut Brodau                     | Schashagen 54° 6′ 55″ N, 10° 53′ 58″ O               | Gut     | Das heutige Gut mit dem Speicher und dem Herrenhaus sind um 1590 entstanden. Bis 1692 war das Gut in Besitz der Familie Heinrich Rantzau. Neben dem Herrenhaus, das als Doppelhaus erstellt wurde, prägt das Gut der Fachwerkspeicher. Es ist ein Wandständerbau mit 28 Doppelgefachen. Weiter gehört zum Gut eine Fachwerkscheune aus dem Jahr 1706 und ein Torhaus mit barocken Turm. |      |
| Gut Bürau                      | Neukirchen                                           | Gut     | |      |
| Gut Ehlerstorf                 | Wangels 54° 17′ 24″ N, 10° 49′ 55″ O                 | Gut     | Das Gut besteht seit dem Mittelalter. Das Herrenhaus wurde vom 16. bis ins 18. Jahrhundert erbaut und immer wieder verändert. |      |
| Gut Farve                      | Wangels 54° 17′ 7″ N, 10° 47′ 38″ O                  | Gut     | |      |
| Gut Friederikenhof             | Wangels                                              | Gut     | |      |
| Gut Gaarz                      | Göhl 54° 15′ 48″ N, 10° 58′ 43″ O                    | Gut     | Das Gut wird das erste Mal im Jahre 1433 erwähnt. Ab dem Jahr 1529 gehörte das Gut lange Zeit (mit kurzen Unterbrechungen) der Familie Brockdorff. Die heutigen Bauten des Gutes sind im Wesentlichen aus dem 19. und 20. Jahrhundert. die Gebäude bilden um das Herrenhaus einen Bogen. Ein Torhaus gab es bis Mitte des 19. Jahrhunderts. |      |
| Gut Godderstorf                | Neukirchen 54° 19′ 10″ N, 11° 2′ 40″ O               | Gut     | |      |
| Gut Görtz                      | Heringsdorf (Ostholstein)                            | Gut     | |      |
| Gut Güldenstein                | Harmsdorf (Ostholstein)                              | Gut     | Seit 1839 im Besitz der Großherzöge von Oldenburg, heute Sitz des Familienoberhaupts |      |
| Gut Hasselburg                 | Altenkrempe                                          | Gut     | |      |
| Gut Kaltenhof                  | Bad Schwartau                                        | Gut     | |      |
| Hof Kiekbusch                  | Bosau                                                | Gut     | |      |
| Gut Löhrstorf                  | Neukirchen (Ostholstein)                             | Gut     | |      |
| Gut Manhagen                   | Manhagen                                             | Gut     | |      |
| Gut Mariashagen                | Sierksdorf (Ostholstein)                             | Gut     | |      |
| Gut Mönchneversdorf            | Schönwalde am Bungsberg                              | Gut     | |      |
| Gut Petersdorf                 | Lensahn                                              | Gut     | |      |
| Gut Putlos                     | Oldenburg in Holstein                                | Gut     | |      |
| Hof Redingsdorf                | Süsel                                                | Gut     | |      |
| Gut Rosenhof                   | Grube (Holstein)                                     | Gut     | |      |
| Gut Satjewitz                  | Neukirchen (Ostholstein) 54° 18′ 56″ N, 11° 1′ 16″ O | Gut     | Satjewitz wurde das erste Mal als Zadekevitze 1433 im Lübecker Zehntregister erwähnt. Zu den Besitzern gebörten die Familien Wensin und Rantzau. Das Herrenhaus ist ein eingeschossiges Fachwerkhaus mit einem Krüppelwalmdach. Der Eingang zum Herrenhaus befindet sich ganz in der Mitte, er ist in der fünften Achse links von zehn Achsen. Über dem Eingang befindet sich ein dreiachsiges Zwerchhaus mit einem flachen Giebel. Vor dem Eingang befindet sich ein Säulenportikus. Auf der Rückseite befindet sich ein fünfachsiger Anbau. |      |
| Gut Sebent                     | Damlos                                               | Gut     | |      |
| Gut Seekamp                    | Neukirchen (Ostholstein)                             | Gut     | |      |
| Gut Siblin                     | Ahrensbök                                            | Gut     | |      |
| Gut Sierhagen                  | Altenkrempe                                          | Gut     | |      |
| Gut Siggen                     | Heringsdorf (Ostholstein)                            | Gut     | |      |
| Gut Stendorf                   | Kasseedorf                                           | Gut     | |      |
| Gut Testorf                    | Wangels                                              | Gut     | |      |
| Gut Weißenhaus                 | Wangels                                              | Gut     | |      |
| Gut Wintershagen               | Sierksdorf (Ostholstein)                             | Gut     | |      |
| Eutiner Schloss                | Eutin                                                | Schloss | |      |
| Jagdpavillon (Eutin-Sielbeck)  | Eutin                                                | Schloss | |      |
| Witwenpalais                   | Eutin                                                | Palais  | |      |
| Kloster Cismar                 | Grömitz                                              | Kloster | |      |

## Kreis Pinneberg
| Name                                 | Ort / Lage                            | Typ        | Bemerkungen | Bild |
| ------------------------------------ | ------------------------------------- | ---------- | --- | ---- |
| Burg Uetersen (I)                    | Uetersen 53° 40′ 55″ N, 9° 39′ 28″ O  | Burg       | |      |
| Burg Uetersen (II)                   | Uetersen 53° 40′ 42″ N, 9° 38′ 44″ O  | Burg       | Die Burg wurde vor 1250 erbaut. Das letzte Mal wurde die Burg im Jahre 1333 erwähnt, danach wurde sie vermutlich abgerissen. Über den Aufbau der Burg ist nichts bekannt.                                           |      |
| Hatzburg                             | Wedel 53° 35′ 20″ N, 9° 40′ 53″ O     | Burg       | Die Burg wurde um 1300 erbaut und bis etwa 1400 als Herrschaftssitz genutzt. Bis 1710 wurde die Burg als Verwaltungssitz genutzt. Danach verfiel die Burg. Heute ist von der ehemaligen Burg nichts mehr vorhanden. |      |
| Hetlinger Schanze                    | Hetlingen 53° 36′ 20″ N, 9° 36′ 6″ O  | Burg       | |      |
| Langes Tannen                        | Uetersen 53° 41′ 33″ N, 9° 40′ 29″ O  | Herrenhaus | In dem Herrenhaus befindet sich heute ein Museum. |      |
| Burg Pinneberg                       | Pinneberg                             | Burg       | |      |
| Schloss Pinneberg                    | Pinneberg                             | Burg       | |      |
| Schlossinsel Barmstedt               | Barmstedt 53° 41′ 33″ N, 9° 40′ 29″ O | Gut        | |      |
| Herrenhaus Haseldorf                 | Haseldorf                             | Herrenhaus | |      |
| Gut Seestermühe                      | Seestermühe                           | Gut        | |      |
| Gut Thesdorf (ehemals Gut Eichenhof) | Pinneberg                             | Gut        | |      |
| Schloss Düneck                       | Moorrege 53° 40′ 25″ N, 9° 39′ 57″ O  | Schloss    | |      |
| Drostei                              | Pinneberg 53° 39′ 39″ N, 9° 47′ 48″ O | Palais     | |      |
| Kloster Uetersen                     | Uetersen                              | Kloster    | |      |

## Kreis Plön
| Name                   | Ort / Lage                                       | Typ     | Bemerkungen | Bild |
| ---------------------- | ------------------------------------------------ | ------- | --- | ---- |
| Burg Neuhaus           | Giekau-Neuhaus 54° 18′ 32″ N, 10° 30′ 15″ O      | Burg    | |      |
| Motte Rethwisch        | Lehmkuhlen-Rethwisch 54° 15′ 7″ N, 10° 19′ 10″ O | Burg    | |      |
| Waterburg              | Giekau 54° 18′ 34″ N, 10° 30′ 20″ O              | Burg    | |      |
| Gut Ascheberg          | Ascheberg (Holstein) 54° 8′ 6″ N, 10° 20′ 26″ O  | Gut     | Das Gut wird das erste Mal im Jahre 1190 erwähnt. Das heutige Herrenhaus wurde von 1869 bis 1870 erbaut. Es ist eine dreigeschossige Villa mit neun Achsen. Die mittleren drei Achsen bilden ein Risalit. Zum Herrenhaus gehört ein Aussichtsturm. |      |
| Gut Bockhorn           | Ruhwinkel                                        | Gut     | Das 1805 errichtete Herrenhaus wurde 2007 abgebrochen. |      |
| Gut Bothkamp           | Bothkamp                                         | Gut     | |      |
| Gut Bredeneek          | Lehmkuhlen                                       | Gut     | |      |
| Gut Bundhorst          | Stolpe (Holstein)                                | Gut     | |      |
| Gut Depenau            | Stolpe (Holstein)                                | Gut     | |      |
| Adliges Gut Dobersdorf | Dobersdorf                                       | Gut     | |      |
| Gut Friedburg          | Lammershagen                                     | Gut     | |      |
| Gut Großrolübbe        | Kletkamp                                         | Gut     | |      |
| Gut Güsdorf            | Wittmoldt                                        | Gut     | |      |
| Adliges Gut Hagen      | Probsteierhagen 54° 21′ 36″ N, 10° 17′ 6″ O      | Gut     | |      |
| Gut Helmstorf          | Helmstorf                                        | Gut     | |      |
| Gut Hohenhof           | Rantzau                                          | Gut     | |      |
| Gut Hohensasel         | Rantzau                                          | Gut     | |      |
| Gut Horst              | Stolpe (Holstein)                                | Gut     | |      |
| Gut Kletkamp           | Kletkamp                                         | Gut     | |      |
| Gut Lammershagen       | Lammershagen                                     | Gut     | |      |
| Gut Löhndorf           | Wankendorf                                       | Gut     | |      |
| Gut Nehmten            | Nehmten                                          | Gut     | |      |
| Gut Nettelau           | Stolpe (Holstein)                                | Gut     | |      |
| Gut Neudorf            | Hohwacht (Ostsee)                                | Gut     | |      |
| Gut Neuhaus            | Giekau                                           | Gut     | |      |
| Adliges Gut Panker     | Panker                                           | Gut     | |      |
| Gut Perdoel            | Belau                                            | Gut     | |      |
| Gut Rantzau            | Rantzau                                          | Gut     | |      |
| Gut Rastorf            | Rastorf                                          | Gut     | |      |
| Gut Rixdorf            | Lebrade 54° 12′ 28″ N, 10° 25′ 25″ O             | Gut     | Ein Teil der landwirtschaftlichen Gebäude sind am 21. Juni 2013 abgebrannt. |      |
| Gut Ruhleben           | Bösdorf (Holstein)                               | Gut     | |      |
| Gut Salzau             | Fargau-Pratjau                                   | Gut     | |      |
| Gut Schmoel            | Schwartbuck                                      | Gut     | |      |
| Gut Schönböken         | Ruhwinkel                                        | Gut     | |      |
| Gut Schönweide         | Grebin                                           | Gut     | Am 30. April 2000 abgebrannt, später komplett abgerissen. Ein neues Landhaus wurde erbaut. |      |
| Gut Schrevenborn       | Heikendorf                                       | Gut     | |      |
| Gut Sophienhof         |                                                  | Gut     | |      |
| Gut Wahlstorf          | Wahlstorf (Holstein)                             | Gut     | |      |
| Gut Waterneverstorf    | Behrensdorf (Ostsee)                             | Gut     | |      |
| Gut Wittenberg         | Martensrade                                      | Gut     | |      |
| Gut Wittmoldt          | Wittmoldt                                        | Gut     | |      |
| Blomenburg             | Selent                                           | Schloss | Ehemaliges Jagdschloss |      |
| Schloss Plön           | Plön 54° 9′ 24″ N, 10° 24′ 50″ O                 | Schloss | Das Schloss wurde im 17. Jahrhundert auf einem Hügel erbaut. Heute ist das Schloss eine Ausbildungsstätte für Optiker. |      |
| Prinzenhaus            | Plön 54° 9′ 15″ N, 10° 24′ 33″ O                 | Schloss | |      |
| Witwenpalais           | Plön                                             | Palais  | |      |
| Kloster Preetz         | Preetz                                           | Kloster | |      |

## Kreis Rendsburg-Eckernförde
| Name                                            | Ort / Lage                                            | Typ         | Bemerkungen | Bild |
| ----------------------------------------------- | ----------------------------------------------------- | ----------- | --- | ---- |
| Burg Hanerau                                    | Hanerau-Hademarschen                                  | Burg        | |      |
| Königsburg                                      | Kosel 54° 32′ 5″ N, 9° 44′ 27″ O                      | Burg        | Die ehemalige mittelalterliche Burg ist abgegangen. Es sind noch Reste der Wallanlage vorhanden.                                                                                 |      |
| Schwonsburg                                     | Winnemark 54° 37′ 25″ N, 9° 55′ 59″ O                 | Burg        | Von der abgegangenen Burg ist heute nichts mehr vorhanden. |      |
| Burg Bori                                       | Aukrug 54° 37′ 25″ N, 9° 55′ 59″ O                    | Burg        | Es war eine mittelalterliche Burg. Heute ist noch ein Hügel, der von einem Bach umgeben ist, vorhanden.                                                                          |      |
| Osterwall des Danewerks                         | Windeby und Fleckeby                                  | Burg        | |      |
| Adliges Gut Alt-Bülk                            | Strande 54° 27′ 28″ N, 10° 9′ 53″ O                   | Gut         | Das Gut wurde 1304 das erste Mal erwähnt. Seit 1718 wird es Gut Alt-Bülk genannt.                                                                                                |      |
| Adliges Gut Altenhof                            | Altenhof (bei Eckernförde) 54° 26′ 1″ N, 9° 52′ 15″ O | Gut         | Das jetzige Herrenhaus wurde von 1722 bis 1728 erbaut. Das Haus wird heute auch als Hotel und für Veranstaltungen genutzt. Im Park des Gutes befindet sich Reste einer Motte.    |      |
| Gut Augustenhof                                 | Osdorf                                                | Gut         | |      |
| Adliges Gut Bienebek                            | Thumby 54° 36′ 12″ N, 9° 53′ 16″ O                    | Gut         | |      |
| Adliges Gut Birkenmoor                          | Schwedeneck                                           | Gut         | |      |
| Adliges Gut Borghorst                           | Osdorf                                                | Gut         | |      |
| Gut Borghorsterhütten                           | Osdorf                                                | Gut         | |      |
| Gut Bossee                                      | Westensee                                             | Gut         | |      |
| Adliges Gut Büstorf                             | Rieseby                                               | Gut         | |      |
| Adliges Gut Bülk                                | Strande 54° 27′ 28″ N, 10° 9′ 53″ O                   | Gut         | |      |
| Adliges Gut Damp                                | Damp 54° 34′ 35″ N, 9° 59′ 4″ O                       | Gut         | |      |
| Adliges Gut Dänisch-Nienhof                     | Schwedeneck                                           | Gut         | |      |
| Gut Dengelsberg                                 | Bovenau                                               | Gut         | |      |
| Gut Deutsch-Nienhof                             | Westensee                                             | Gut         | |      |
| Adliges Gut Dörphof                             | Dörphof                                               | Gut         | |      |
| Gut Eckhof                                      | Dänischenhagen 54° 26′ 11″ N, 10° 9′ 18″ O            | Gut         | |      |
| Gut Emkendorf                                   | Emkendorf 54° 15′ 43″ N, 9° 51′ 15″ O                 | Gut         | |      |
| Adliges Gut Eschelsmark                         | Kosel                                                 | Gut         | |      |
| Gut Georgenthal                                 | Bovenau                                               | Gut         | |      |
| Adliges Gut Grünholz 54° 34′ 37″ N, 9° 57′ 1″ O | Vogelsang-Grünholz                                    | Gut         | |      |
| Gut Groß Nordsee                                | Krummwisch                                            | Gut         | |      |
| Adliges Gut Hemmelmark                          | Barkelsby 54° 29′ 12″ N, 9° 52′ 20″ O                 | Gut         | |      |
| Gut Hohenschulen                                | Achterwehr                                            | Gut         | |      |
| Adliges Gut Hohenstein                          | Barkelsby                                             | Gut         | |      |
| Gut Hütten                                      | Hütten (Schleswig)                                    | Gut         | |      |
| Adliges Gut Kaltenhof                           | Dänischenhagen                                        | Gut         | |      |
| Gut Karlsminde                                  | Waabs                                                 | Gut         | |      |
| Gut Karlsburg                                   | Winnemark Lage                                        | Gut         | Das Herrenhaus stammt im Kern aus der Zeit von 1720 bis 1727. Im Jahre 1822 wurde das Haus umgebaut. Zum Herrenhaus gehört noch ein Park. Heute ist das Herrenhaus ein Wohnhaus. |      |
| Gut Klein Königsförde                           | Krummwisch                                            | Gut         | |      |
| Adliges Gut Klein Nordsee                       | Felde                                                 | Gut         | |      |
| Gut Kluvensiek                                  | Bovenau                                               | Gut         | |      |
| Gut Knoop                                       | Altenholz                                             | Gut         | |      |
| Adliges Gut Krieseby                            | Thumby                                                | Gut         | |      |
| Adliges Gut Lindau                              | Lindau                                                | Gut         | |      |
| Gut Lindhöft                                    | Noer                                                  | Gut         | |      |
| Adliges Gut Louisenlund                         | Güby                                                  | Gut/Schloss | |      |
| Adliges Gut Ludwigsburg                         | Waabs                                                 | Gut         | |      |
| Adliges Gut Maasleben                           | Holzdorf                                              | Gut         | |      |
| Adliges Gut Marienthal                          | Eckernförde                                           | Gut         | |      |
| Gut Marutendorf                                 | Achterwehr                                            | Gut         | |      |
| Gut Neu-Bülk                                    | Strande                                               | Gut         | |      |
| Adliges Gut Schloss Noer                        | Noer 54° 27′ 42″ N, 10° 0′ 7″ O                       | Gut         | Im Kern stammt das Schloss aus der Zeit von 1708 bis 1711. |      |
| Adliges Gut Ornum                               | Kosel                                                 | Gut         | |      |
| Gut Osterrade                                   | Bovenau                                               | Gut         | |      |
| Gut Projensdorf                                 | Altenholz                                             | Gut         | |      |
| Gut Quarnbek                                    | Quarnbek                                              | Gut         | |      |
| Adliges Gut Rathmannsdorf                       | Felm                                                  | Gut         | |      |
| Adliges Gut Rögen                               | Barkelsby                                             | Gut         | |      |
| Adliges Gut Rosenkranz                          | Schinkel (Gemeinde)                                   | Gut         | |      |
| Gut Rothensande                                 | Waabs Koordinaten: 54° 32′ 15,4″ N, 9° 57′ 3,5″ O     | Gut         | |      |
| Adliges Gut Saxdorf                             | Rieseby                                               | Gut         | |      |
| Gut Schierensee                                 | Schierensee                                           | Gut         | |      |
| Adliges Gut Schirnau                            | Bünsdorf                                              | Gut         | |      |
| Gut Schönhagen                                  | Brodersby 54° 37′ 54″ N, 10° 1′ 20″ O                 | Gut         | |      |
| Gut Sehestedt                                   | Sehestedt                                             | Gut         | |      |
| Adliges Gut Staun                               | Thumby                                                | Gut         | |      |
| Gut Steinrade                                   | Bünsdorf                                              | Gut         | |      |
| Gut Steinwehr                                   | Bovenau                                               | Gut         | |      |
| Gut Warleberg                                   | Neuwittenbek                                          | Gut         | |      |
| Adliges Gut Windeby                             | Eckernförde                                           | Gut         | |      |
| Gut Wulfshagen                                  | Tüttendorf                                            | Gut         | |      |
| Adeliges Gut Wulfshagenerhütten                 | Tüttendorf                                            | Gut         | |      |
| Gut Neubarkelsby                                | Barkelsby                                             | Gut         | |      |
| Augustinerkloster                               | Bordesholm                                            | Kloster     | |      |

## Kreis Schleswig-Flensburg
| Name                                    | Ort / Lage                                        | Typ              | Bemerkungen | Bild |
| --------------------------------------- | ------------------------------------------------- | ---------------- | --- | ---- |
| Danewerk                                | 54° 28′ 39″ N, 9° 29′ 12″ O                       |                  | Die Befestigungen des Danewerks wurden überwiegend in der Schleswiger Landenge zwischen der Ostseeförde Schlei und den Niederungen von Treene und Rheider Au angelegt. Zum Danewerk zählen unter anderem der „Margarethenwall“ in Brodersby, das Schlei-Sperrwerk in der Großen Breite der Schlei, mit dem sich die Durchfahrt von Schiffen kontrollieren ließ, sowie die sogenannte Thyraburg und die Waldemarsmauer in Dannewerk. Der Beginn der Errichtung der Wälle ist unbekannt. |      |
| Alt-Seegaard                            | Husbyholz 54° 44′ 49″ N, 9° 36′ 40″ O             | Burgstall        | Seit dem 13. Jahrhundert gehört der befestigte Hof den Bischöfen von Schleswig. Von der Niederungsburg ist heute nichts mehr vorhanden. |      |
| Böge-Schloss                            | Ausacker 54° 44′ 16″ N, 9° 34′ 52″ O              | Burgstall        | Das Böge-Schloss bestand als Turmhügelburg. Der Entstehungszeitpunkt der abgegangenen Burg ist unbekannt. |      |
| Bregengaard                             | Großsolt-Großsoltbrück 54° 42′ 9″ N, 9° 30′ 41″ O | Burgstall        | |      |
| Burg                                    | Brodersby-Goltoft                                 | Burg             | |      |
| Gintoftgaard                            | Gintoft 54° 45′ 49″ N, 9° 45′ 21″ O               | Burgstall        | Der Besitz wurde im 16. Jahrhundert dem benachbarten Norgaard hinzugefügt. Anschließend wurde die Burganlage abgebrochen. |      |
| Grauburg                                | Sörup 54° 44′ 28″ N, 9° 36′ 58″ O                 | Burgstall        | Die Grauburg ist eine abgegangene Burg in Sörup. Sie befand sich auf einem Hügel südlich des Winderatter Sees. Über die Bauzeit ist nichts bekannt. |      |
| Turmhügelburg Handewitt                 | Handewitt 54° 45′ 25″ N, 9° 16′ 30″ O             | Burgstall        | Die Turmhügelburg Handewitt ist eine abgegangene Burg in Handewitt. Der Entstehungszeitpunkt der 'Burg ist unbekannt. |      |
| Burg Hesselgaard                        | Ulsnis                                            | Burg             | |      |
| Kielsgaard                              | Hürup-Kielsgaard 54° 44′ 3″ N, 9° 32′ 45″ O       | Burgstall        | |      |
| Mögstedt                                | Ringsberg 54° 47′ 32″ N, 9° 34′ 31″ O             | Burgstall        | Über die Errichtung und die Zerstörung der ehemaligen Wasserburg ist nichts bekannt. |      |
| Burg Nedderby                           | Husby-Gremmerup 54° 46′ 41″ N, 9° 34′ 37″ O       | Burgstall        | Über die abgegangene Niederungsburg ist heute nichts mehr bekannt. Daten über die Entstehung und die Zerstörung sind nicht bekannt. Auch ist heute von Resten der Burg nichts mehr vorhanden. |      |
| Burg Niehuus                            | Harrislee 54° 49′ 44″ N, 9° 22′ 36″ O             | Burgstall        | Die Burg war ein vorgelagerter Bestandteil der Flensburger Stadtbefestigung. Im Jahre 1431 wurde die Burg zerstört. |      |
| Burg Nübel                              | Steinbergkirche 54° 46′ 20″ N, 9° 43′ 0″ O        | Burgstall        | Ehemalige Burganlage mit Turmhügel von der nur einige wenige Bodenformationen mit Gräben sowie ein Bauernhof zurückblieben. |      |
| Rosgaard                                | Wees 54° 49′ 44″ N, 9° 22′ 36″ O                  | Burgstall        | Die Rosgaard ist eine abgegangene Niederungsburg. Im 18. Jahrhundert spätestens im 19. Jahrhundert wurde die Burg offenbar abgerissen. |      |
| Südenseehof                             | Sörup 54° 42′ 17″ N, 9° 39′ 5″ O                  | Burgstall        | |      |
| Wesebygaard                             | Weseby 54° 45′ 41″ N, 9° 31′ 41″ O                | Burgstall        | Die Wesebygaard ist eine abgegangene Niederungsburg. Im 18. Jahrhundert wurde das Gut parzelliert. Die Gebäude verschwanden. |      |
| Holmer Schanze                          | Wohlde                                            | Burg             | |      |
| Schwaneninsel                           | Glücksburg                                        | Burgstall        | In der Nachbarschaft zum Zisterzienserkloster Rüde soll sich zuvor schon eine ältere Turmhügelburg befunden haben, die bis heute beim Glücksburger Schloss als Schwaneninsel erhalten ist. |      |
| Adliges Gut Böelschubyhof               | Böel                                              | Gut              | |      |
| Adliges Gut Buckhagen                   | Rabel                                             | Gut              | |      |
| Adliges Gut Dänisch Lindau              | Boren                                             | Gut              | |      |
| Adliges Gut Dollrott                    | Dollrottfeld /                                    | Gut              | |      |
| Gut Drült                               | Stoltebüll 54° 41′ 10″ N, 9° 51′ 39″ O            | Gut              | |      |
| Adliges Gut Düttebüll                   | Kronsgaard                                        | Gut              | |      |
| Adliges Gut Fahrenstedt                 | Böklund                                           | Gut              | |      |
| Gut Falkenberg                          | Lürschau                                          | Gut              | |      |
| Adliges Gut Flarupgaard                 | Saustrup                                          | Gut              | |      |
| Adliges Gut Freienwillen                | Langballig                                        | Gut              | |      |
| Friedrichstal (Steinbergkirche)         | Steinbergkirche                                   | Gut              | Das ehemalige Jagdschloss entstand im 17. Jahrhundert. |      |
| Adliges Gut Gelting                     | Gelting                                           | Gut              | |      |
| Gut Grödersby                           | Grödersby                                         | Gut              | |      |
| Gut Lindewitt                           | Lindewitt                                         | Gut              | |      |
| Kanzleigut Loithof                      | Loit                                              | Gut              | |      |
| Adliges Gut Loitmark                    | Kappeln                                           | Gut              | |      |
| Adliges Gut Lundsgaard                  | Grundhof                                          | Gut              | |      |
| Gut Mohrkirchen                         | Mohrkirch (ehemals Kloster Mohrkirchen)           | Gut              | (ehemals Kloster Mohrkirchen) |      |
| Adliges Gut Oestergaard                 | Steinberg (Schleswig)                             | Gut              | |      |
| Adliges Gut Ohrfeld                     | Niesgrau                                          | Gut              | |      |
| Gut Olpenitz                            | Kappeln Lage                                      | Gut              | |      |
| Philipsthal                             | Steinbergkirche                                   | Gut              | Ehemaliger Meierhof aus dem 18. Jahrhundert. |      |
| Gut Priesholz                           | Rabenholz                                         | Gut              | |      |
| Adliges Gut Roest                       | Kappeln Lage                                      | Gut              | |      |
| Adliges Gut Rundhof                     | Stangheck                                         | Gut              | |      |
| Satrupholm                              | Satrup 54° 42′ 2″ N, 9° 37′ 13″ O                 | Gut              | Ehemaliges adliges Gut das aus einer Burg entstand. Von den ursprünglichen, alten Bauten blieb nur der Burggraben erhalten. |      |
| Gut Saxtorf                             | Rieseby 54° 32′ 10″ N, 9° 51′ 10″ O               | Gut              | |      |
| Adliges Gut Stubbe                      | Rieseby                                           | Gut              | Ein mittelalterliches Schloss hat bereits 1197 hier gestanden. Das heutige Herrenhaus wurde von 1804 bis 1808 erbaut. |      |
| Adliges Gut Toesdorf                    | Oersberg                                          | Gut              | |      |
| Kanzleigut Tolkschuby                   | Tolk                                              | Gut              | |      |
| Gut Winningen                           | Schaalby 54° 31′ 56″ N, 9° 37′ 16″ O              | Gut              | An der Stelle des Gutes stand mal ein kleines Dorf. Das heutige Herrenhaus wurde 1671 erbaut, dieses wurde 1835 renoviert. Es ist ein eingeschossiger Bau aus verputztem Backstein mit einem Krüppelwalmdach. Das Haus hat elf Achsen, die drei mittleren bilden einen dreiachsigen Mittelrisalit mit einem Dreiecksgiebel. Der Eingang befindet sich in der Mitte, davor ist eine Freitreppe. Im Park steht ein ehemaliger Wasserturm.                                                |      |
| Hof Baustrup                            | Mohrkirch                                         | Gut              | |      |
| Schloss Glücksburg                      | Glücksburg 54° 49′ 55″ N, 9° 32′ 37″ O            | Schloss          | |      |
| Schloss Gottorf                         | Schleswig 54° 30′ 42″ N, 9° 32′ 29″ O             | Schloss          | Das Schloss Gottorf ist das größte Schloss Schleswig-Holsteins. Heute befindet sich hier das Landesmuseum für Kunst und Kulturgeschichte und das Archäologisches Landesmuseum. |      |
| Prinzenpalais                           | Schleswig 54° 30′ 20″ N, 9° 32′ 22″ O             | Schloss (Palais) | Dreiflügliges barockes Herrenhaus mit einer späteren klassizistischen Fassade, heute in Schleswig nach einem der früheren Eigentümer, dem Prinzen Friedrich Emil August aus der Augustenburger Linie des Hauses Schleswig-Holstein-Sonderburg, als Prinzenpalais bezeichnet; heute Standort des Landesarchivs von Schleswig-Holstein |      |
| Kloster Guldenholm am Langsee           |                                                   | Kloster          | |      |
| St.-Johannis-Kloster vor Schleswig      | Schleswig 54° 30′ 42″ N, 9° 34′ 44″ O             | Kloster          | Das Kloster wurde 1194 als Benediktinerinnenkloster gegründet. Die Anlage besteht heute noch. |      |
| Graukloster (Kloster St. Paul)          | Schleswig 54° 30′ 52″ N, 9° 34′ 19″ O             | Kloster          | Das Kloster wurde 1234 gegründet und 1528/1529 in ein Armenstift umgewandelt. Die Kirche wurde dabei zu einem Rathaus umgebaut. |      |
| Kloster Mohrkirchen                     | Mohrkirch                                         | Kloster          | |      |
| Zisterzienserkloster Rüde (Rudekloster) | Glücksburg 54° 49′ 54″ N, 9° 32′ 37″ O            | Kloster          | Das Kloster befand sich von 1210 bis 1582 an der Stelle des heutigen Glücksburgs. Von dem Kloster sind keine Bauten mehr vorhanden, aus dem Steinen wurde das Schloss Glücksburg gebaut. |      |

## Kreis Segeberg
| Name                            | Ort / Lage                               | Typ     | Bemerkungen                                                    | Bild |
| ------------------------------- | ---------------------------------------- | ------- | -------------------------------------------------------------- | ---- |
| Siegesburg                      | Bad Segeberg 53° 56′ 8″ N, 10° 18′ 59″ O | Burg    | eine zerstörte und abgetragenen Höhenburg                      |      |
| Motte                           | Bimöhlen                                 | Burg    |                                                                |      |
| Gut Alt-Erfrade                 | Tarbek                                   | Gut     |                                                                |      |
| Gut Bahrenhof                   | Bahrenhof                                | Gut     |                                                                |      |
| Adliges Gut Bramstedt (Schloss) | Bad Bramstedt                            | Gut     |                                                                |      |
| Gut Borstel                     | Sülfeld                                  | Gut     |                                                                |      |
| Gut Glasau                      | Glasau                                   | Gut     |                                                                |      |
| Gut Kaden                       | Alveslohe                                | Gut     |                                                                |      |
| Gut Kamp                        | Travenhorst                              | Gut     |                                                                |      |
| ehemaliges Staatsgut Pettluis   | Daldorf                                  | Gut     |                                                                |      |
| Gut Pronstorf                   | Pronstorf                                | Gut     |                                                                |      |
| Gut Rohlstorf                   | Rohlstorf                                | Gut     |                                                                |      |
| Gut Seedorf                     | Seedorf (Kreis Segeberg)                 | Gut     |                                                                |      |
| Adliges Gut Stockseehof         | Stocksee                                 | Gut     |                                                                |      |
| Gut Wensin                      | Wensin 53° 58′ 43″ N, 10° 24′ 32″ O      | Gut     |                                                                |      |
| Schloss Traventhal              | Traventhal 53° 53′ 31″ N, 10° 19′ 3″ O   | Schloss | Sommersitz der Herzöge von Schleswig-Holstein-Sonderburg-Plön. |      |
| Kloster Segeberg                |                                          | Kloster |                                                                |      |

## Kreis Steinburg
| Name                         | Ort / Lage                          | Typ     | Bemerkungen                                       | Bild |
| ---------------------------- | ----------------------------------- | ------- | ------------------------------------------------- | ---- |
| Esesfeldburg                 | Itzehoe 53° 56′ 3″ N, 9° 28′ 47″ O  | Burg    |                                                   |      |
| Burg Itzehoe                 | Itzehoe 53° 55′ 16″ N, 9° 30′ 55″ O | Burg    |                                                   |      |
| Kaaksburg                    | Kaaks 53° 59′ 47″ N, 9° 29′ 18″ O   | Burg    |                                                   |      |
| Paaschburg                   | Itzehoe 53° 55′ 22″ N, 9° 31′ 15″ O | Burg    |                                                   |      |
| Steinburg                    | Süderau 53° 50′ 33″ N, 9° 33′ 41″ O | Burg    | Die Burg ist Namensgeberin des Kreises Steinburg. |      |
| Gut Drage                    | Drage 54° 0′ 7″ N, 9° 31′ 10″ O     | Gut     |                                                   |      |
| Gut Hohenlockstedt           | Hohenlockstedt                      | Gut     |                                                   |      |
| Gut Kleve                    | Kleve 53° 58′ 4″ N, 9° 24′ 12″ O    | Gut     |                                                   |      |
| Gut Krummendiek              | Kleve 53° 57′ 33″ N, 9° 25′ 8″ O    | Gut     |                                                   |      |
| Gut Mehlbek                  | Mehlbek 54° 0′ 3″ N, 9° 26′ 24″ O   | Gut     |                                                   |      |
| Gut Springhoe                | Lockstedt                           | Gut     |                                                   |      |
| Gut Schmabek                 | Itzehoe                             | Gut     |                                                   |      |
| Gut Pünstorf                 | Itzehoe                             | Gut     |                                                   |      |
| Gut Julianka                 | Heiligenstedten                     | Gut     |                                                   |      |
| Gut Gribbohm                 | Gribbohm                            | Gut     |                                                   |      |
| Gut Rosdorf                  | Rosdorf                             | Gut     |                                                   |      |
| Gut Bekmünde                 | Bekmünde                            | Gut     |                                                   |      |
| Bekhof                       | Oldendorf                           | Gut     |                                                   |      |
| Adeliges Gut Paaschburg      | Itzehoe                             | Gut     |                                                   |      |
| Schloss Breitenburg          | Itzehoe                             | Schloss |                                                   |      |
| Schloss Wallberg             | Willenscharen                       | Schloss |                                                   |      |
| Schloss Heiligenstedten      | Heiligenstedten                     | Schloss |                                                   |      |
| Brockdorff-Palais            | Glückstadt                          | Palais  |                                                   |      |
| Wasmer-Palais                | Glückstadt                          | Palais  |                                                   |      |
| Palais Quasi non Possidentes | Glückstadt                          | Palais  |                                                   |      |
| Königshof                    | Glückstadt                          | Palais  |                                                   |      |
| Königshof                    | Krempe                              | Palais  |                                                   |      |
| Prinzeßhof                   | Itzehoe                             | Palais  |                                                   |      |
| Palais Doos                  | Wilster                             | Palais  |                                                   |      |
| Kloster Itzehoe              | Itzehoe                             | Kloster |                                                   |      |

## Kreis Stormarn
| Name                                | Ort / Lage                               | Typ     | Bemerkungen | Bild |
| ----------------------------------- | ---------------------------------------- | ------- | --- | ---- |
| Burg Arnesvelde                     | Ahrensburg 53° 39′ 29″ N, 10° 13′ 11″ O  | Burg    | Die Burg wurde um 1200 erbaut. Aus den Steinen der Burg wurde im 16. Jahrhundert das Schloss Ahrensburg gebaut. Heute sind noch Erdwälle der Burg vorhanden. |      |
| Adliges Gut Schloss Ahrensburg      | Ahrensburg 53° 40′ 48″ N, 10° 14′ 25″ O  | Gut     | Das Herrenhaus wurde 1585 erbaut. Das Herrenhaus ist von einem Wassergraben umgeben.                                                                         |      |
| Adliges Gut Altfresenburg           | Bad Oldesloe                             | Gut     | |      |
| Adliges Gut Blumendorf              | Bad Oldesloe                             | Gut     | |      |
| Gut Frauenholz                      | Rethwisch (Stormarn)                     | Gut     | |      |
| Adliges Gut Grabau                  | Grabau 53° 48′ 20″ N, 10° 16′ 12″ O      | Gut     | |      |
| Gut Heinrichshof                    | Ortsteil von Witzhave                    | Gut     | |      |
| Adliges Gut Hohenholz               | Pölitz                                   | Gut     | |      |
| Adliges Gut Höltenklinken           | Rümpel                                   | Gut     | |      |
| Gut Jersbek                         | Jersbek 53° 44′ 27″ N, 10° 13′ 21″ O     | Gut     | |      |
| Adliges Gut Krummbek                | Lasbek                                   | Gut     | |      |
| Gut Mönkhagen                       | Mönkhagen                                | Gut     | |      |
| Gut Neverstaven                     | Travenbrück                              | Gut     | |      |
| Adliges Gut Nütschau                | Travenbrück 53° 49′ 21″ N, 10° 19′ 36″ O | Gut     | |      |
| Gut Rethwischhof                    | Rethwisch                                | Gut     | |      |
| Adliges Gut Rohlfshagen             | Rümpel                                   | Gut     | |      |
| Adliges Gut Schulenburg             | Pölitz                                   | Gut     | |      |
| Adliges Gut Tralau                  | Travenbrück 53° 50′ 17″ N, 10° 18′ 17″ O | Gut     | |      |
| Adliges Gut Tremsbüttel             | Tremsbüttel 53° 44′ 37″ N, 10° 18′ 47″ O | Gut     | |      |
| Adliges Gut Trenthorst und Wulmenau | Westerau                                 | Gut     | |      |
| Gut Treuholz                        | Rethwisch (Stormarn)                     | Gut     | |      |
| Adliges Gut Wulfsdorf               | Ahrensburg                               | Gut     | |      |
| Adliges Schloss Reinbek             | Reinbek                                  | Schloss | |      |
| Adliges Schloss                     | Reinfeld                                 | Schloss | abgerissen |      |
| Herzögliches Schloss Rethwisch      | Rethwisch (Stormarn)                     | Schloss | abgerissen |      |
| Kloster Reinbek                     | Reinbek 53° 30′ 26″ N, 10° 15′ 12″ O     | Kloster | |      |
| Kloster Reinfeld                    | Reinfeld 53° 30′ 26″ N, 10° 15′ 12″ O    | Kloster | |      |